# Iller Pattacini
Iller Pattacini, talvolta indicato come Pataccini o con gli pseudonimi di Lunero e Iller Pat (Barco, 7 ottobre 1933 – Barco, 3 settembre 2006), è stato un compositore, arrangiatore e direttore d'orchestra italiano.
Figlio d'arte – il padre Tienno Pattacini fu un clarinettista, sassofonista e compositore –, ha composto il celebre brano Una lacrima sul viso, canzone firmata con lo pseudonimo di "Lunero" e portata al successo da Bobby Solo al Festival di Sanremo 1964.

## Biografia
Nacque a Barco, frazione del comune di Bibbiano, in provincia di Reggio Emilia, il 7 ottobre del 1933. Figlio d'arte, suo padre era il clarinettista e sassofonista Tienno Pattacini, titolare dell'orchestra omonima e autore del valzer emiliano Battagliero, ha collaborato come musicista, arrangiatore e direttore d'orchestra con i più importanti artisti degli anni sessanta e settanta, fra cui Mina, Ornella Vanoni, Iva Zanicchi, Marina Occhiena, Giorgio Gaber, Emilio Pericoli e il citato Bobby Solo. Ha collaborato anche con il cantante Franco Califano e con i parolieri Vito Pallavicini, Nisa, Mogol e il padre di questi, Mariano Rapetti, direttore artistico della Dischi Ricordi e autore con lo pseudonimo Calibi.
Ha collaborato con il paroliere Alberto Testa per la musica delle canzoni: Mi fai paura (1964) interpretata da Catherine Spaak, Mi piace, Mi voglio bene, Ho cambiato ragazza, No quiero mas, Non voglio più, Ogni giorno che verrà, Se non avessi incontrato te, Vola in più. Nel 1964 ha diretto l'orchestra nel programma televisivo Questo & Quello, condotto da Giorgio Gaber (Rai 2). 
Nel 1973 ha rilevato l’orchestra del padre Tienno, sviluppando un repertorio legato alla musica popolare dell'Emilia-Romagna, sua terra d'origine. Negli anni settanta le cronache rosa parlarono di lui per il matrimonio con Tamara Baroni, seguito a breve da divorzio.
È morto a Barco, suo paese natale, alle 5:30 di mattina del 3 settembre 2006, all'età di 72 anni.

## Attività di artista
Sulla figura di Iller Pattacini e sulla sua carriera artistica è stato realizzato un film documentario firmato da Primo Giroldini, dal titolo Iller Pattacini, una vita in musica. Il film testimonia delle esperienze all'estero di Pattacini (segnatamente in Francia, Germania e Svizzera) dove ebbe modo di partecipare a jam session jazz con gli artisti Gorni Kramer e Franco Cerri e di lavorare alla Radio Americana di Parigi. Dopo essere stato alla guida di un'orchestra impegnata in tournée per l'Europa, fece ritorno in Italia nei primi anni sessanta per andare a ricoprire la carica di direttore artistico alla casa discografica Dischi Ricordi. È divenuto in seguito una delle figure maggiormente significative nell'opera di revival del ballo liscio all'emiliana.
Il poeta parmigiano Luca Bertoletti nel 2005 lo ha celebrato, unendo parole e musica nel romanzo in versi Lunero (MUP, 2007).

### Collaborazioni con arrangiamenti e composizioni

Iller Pattacini è stato l'arrangiatore di alcuni tra i brani più celebri di Bobby Solo negli anni '60

- Amori dei nostri anni ruggenti, album di Emilio Pericoli, 1962
- Le canzoni del West, album di Bobby Solo, 1963[7]
- Le canzoni di Ornella Vanoni, album di Ornella Vanoni, 1963
- Bobby Solo, album di debutto di Bobby Solo, 1964
- Insegnami ad amare / Bastian contrario, 45 giri di Marina Occhiena, 1965
- Caldo, album di Ornella Vanoni, 1965
- Io ho in mente te, album dell'Equipe 84, 1966 (contiene composizioni di Pattacini firmate con lo pseudonimo di Lunero)
- San Francisco, album di Bobby Solo, 1967
- Tutti i successi di Bobby Solo, album di Bobby Solo, 1967
- Fra noi, album di Iva Zanicchi, 1967
- Io sono come sono..., album di Ornella Vanoni, 1995
- Mina latina, album di Mina, 1996

### Partecipazioni a manifestazioni canore
- Festivalbar 1964 (autore con Mogol del brano surf rock di Catherine Spaak L'esercito del surf)
- Un disco per l'estate 1964 (presente con due canzoni)
- Festival di Sanremo 1964 (autore de Una lacrima sul viso)
- Festival di Sanremo 1965 (direzione d'orchestra)
- Festival di Sanremo 1966 (direzione d'orchestra)
- Festival di Sanremo 1967 (autore e direttore d'orchestra)
- Festival di Sanremo 1968 (direzione d'orchestra)
- Festival di Sanremo 1969 (direzione d'orchestra)

## Discografia parziale

### Album
- 1951: Iller Pattacini e la sua orchestra (Fonit[8])
- 1955: Iller e i suoi 5 (Parlophon, PMDQ 8006)
- 1956: 10 ballabili con Iller e i suoi 5 (Parlophon, PMDQ 8012; inciso con la denominazione Iller e i suoi 5)
- 1962: Mandolino italiano (Dischi Ricordi MRL 6015)
- 1973: Ballando all'italiana (Family SFR-RI 667)
- Il favoloso Tris, etichetta LP su etichetta Premier P-8040 (contiene II valzer del canarino - La lupa - Il piffero - La passionaria - Edilio - Tentazìone - Tramonto - Straordìnaria)[9]
- Sudamericana - Orchestra di Iller Pattacini, Lp, 1983, Durium Start LP.S 40.192[10]

### EP
Extended play incisi per la Parlophon e firmati con lo pseudonimo Iller Pat
- 1957: QMSE 45022 - Guaglione / Il piccolo montanaro / Refrains / Ricordate Marcellino
- 1958: QMSE 45049 - Timida serenata / Amare un'altra / Ho disegnato un cuore / Nel blu dipinto di blu
- 1958: QMSE 45050 - La canzone che piace a te / Fantastica / L'edera / Mille volte
- 1958: QMSE 45054 - Paroline e... / Vecchia chitarra / Un giorno con te / Ritmo per due
- 1958: QMSE 45070 - 1958 - Tequila / Melodie d'amor/ Diana / Clopint Clopant
- 1959: QMSE 45072 - 1959 - Hula Hoop / La pioggia cadrà / Streep-tease Hula Hoop/ You Are My Destiny

### Singoli
- 1958: Clopint clopant/Diana' (Parlophon, QMSP 16201; inciso come Iller Pat)
- 1962: Elephant twist/Just for tonight (Dischi Ricordi, SRL 10.288; inciso come The Illers)

## Filmografia
- Una lacrima sul viso (1964, compositore della canzone-guida Una lacrima sul viso)
- I ragazzi del massacro (1969, conduttore delle musiche)